# Agrostis ussuriensis
Agrostis ussuriensis là một loài thực vật có hoa trong họ Hòa thảo. Loài này được Prob. mô tả khoa học đầu tiên năm 1984.